# Trosstjärnen
Trosstjärnen är en sjö i Söderhamns kommun i Hälsingland och ingår i Norralaåns huvudavrinningsområde.